# انتقادات موجهة لحماس
بعيداً عن استخدامها للعنف السياسي المزعوم في تحقيق أهدافها، تعرضت منظمة حماس السياسية والعسكرية الفلسطينية لانتقادات واسعة النطاق لأسباب عديدة، بما في ذلك استخدامها المزعوم لخطاب الكراهية من قبل ممثليها، واستخدامها المزعوم للدروع البشرية والمقاتلين الأطفال كجزء من عملياتها العسكرية، وتقييد الحريات السياسية داخل قطاع غزة، وانتهاكات حقوق الإنسان المزعومة.

## خطاب الكراهية
يزعم البعض أن أيديولوجية حماس لديها موقف قوي معادٍ لليهود، يتجلى في استخدام المجازات من بروتوكولات حكماء صهيون، واستخدام الأوصاف المهينة لليهود ومقارنة إسرائيل بألمانيا النازية.
وبحسب الأكاديمية إستر ويبمان، فإن معاداة السامية ليست المبدأ الأساسي لأيديولوجية حماس، على الرغم من أن الخطاب المعادي للسامية متكرر ومكثف في منشورات حماس. المنشورات عموما لا تفرق بين اليهود والصهاينة. وفي منشورات حماس الأخرى ومقابلات مع قادتها، بُذلت محاولات لتمييز هذا الأمر. في عام 2009 التقى ممثلون عن مجموعة ناطوري كارتا اليهودية الصغيرة المناهضة للصهيونية مع زعيم حماس إسماعيل هنية في غزة، الذي صرح بأنه لا يحمل أي ضغينة ضد اليهود بل ضد دولة إسرائيل فقط.
وأدلت حماس بتصريحات متضاربة بشأن استعدادها للاعتراف بإسرائيل. وفي عام 2006 أبدى المتحدث باسم الحركة استعدادها للاعتراف بإسرائيل ضمن حدود عام 1967. وفي حديثه عن طلبات حماس بالاعتراف بالاتفاقيات بين السلطة الفلسطينية وإسرائيل، قال خالد سليمان، أحد كبار أعضاء حماس، إن «هذه الاتفاقيات هي حقيقة نراها كذلك، وبالتالي لا أرى أي مشكلة». وفي عام 2006 أيضًا، استبعد مسؤول في حماس الاعتراف بإسرائيل في إشارة إلى ألمانيا الغربية والشرقية، اللتين لم تعترفا ببعضهما البعض أبدًا.
اعتمدت ميثاق حماس لعام 2017 لهجات أكثر اعتدالاً: حيث نصت على وجود صراع وطني «مع المشروع الصهيوني وليس مع اليهود بسبب دينهم» ووصفت حل الدولتين، أي إنشاء دولة فلسطينية مستقلة وفقًا لحدود عام 1967 وعاصمتها القدس، بأنه «صيغة إجماع وطني»، ولكن دون التخلي عن المطالبة بكامل فلسطين، «من النهر إلى البحر»، ودون المساس برفض حماس «الكيان الصهيوني». وقالت حماس إن أي تغيير في موقفها من هذه الأمور يتطلب استفتاءً مستقبليًا شرعيًا يشمل جميع الفلسطينيين الذين يعيشون في الضفة الغربية وغزة والقدس الشرقية وكذلك أولئك الذين يعيشون في الشتات.

### تصريحات أعضاء ورجال دين حماس

#### تصريحات للجمهور العربي
في عام 2008، قال إمام حماس يوسف الزهار في خطبته بمسجد ولاية الكاتب في غزة: «اليهود شعب لا يمكن الوثوق به. لقد خانوا كل الاتفاقيات. عودوا إلى التاريخ. مصيرهم هو زوالهم».
وناقش عضو المجلس التشريعي وإمام حماس، الشيخ يونس الأسطل، آية قرآنية تشير إلى أن «العذاب بالنار هو مصير اليهود في الدنيا والآخرة». وخلص إلى القول «لذلك نحن على يقين من أن المحرقة قادمة على اليهود».
وفي أعقاب إعادة افتتاح كنيس الخربة في القدس في مارس/آذار 2010، دعا القيادي البارز في حماس محمد الزهار الفلسطينيين في كل مكان إلى التزام الصمت لمدة خمس دقائق «لاختفاء إسرائيل والتعاطف مع القدس والمسجد الأقصى». وأضاف قائلًا: «أينما كنتم، أُرسلتم إلى هلاككم. لقد قتلتم أنبياءكم، وتعاملتم دائمًا بالربا والتدمير. لقد عقدتم صفقة مع الشيطان ومع الدمار نفسه—تمامًا كما فعل معبدكم.»
وفي 10 أغسطس/آب 2012، قال أحمد بحر نائب رئيس المجلس التشريعي لحركة حماس في خطبة بثت على قناة الأقصى:
إذا وطأت قدم العدو شبراً واحداً من أرض الإسلام فإن الجهاد يصبح فرض عين على كل مسلم ومسلمة. تخرج المرأة بغير إذن زوجها، والخادم بغير إذن سيده. لماذا؟ من أجل القضاء على هؤلاء اليهود.... اللهم دمر اليهود وأعوانهم. اللهم دمر الأمريكان وأعوانهم. اللهم أحصهم واحدا واحدا، واقتلهم جميعا، لا تترك منهم أحدا.
وفي مقابلة مع قناة الأقصى في 12 سبتمبر/أيلول 2012، قال مروان أبو راس، عضو البرلمان عن حماس، وهو أيضاً عضو في الاتحاد العالمي لعلماء المسلمين (كما ترجمها معهد ميمري):
اليهود وراء كل كارثة على وجه الأرض. هذا أمرٌ لا يقبل الجدل. هذا ليس أمرًا دنيويًا، بل يعود إلى زمنٍ غابر. دبروا مؤامراتٍ كثيرة، وخانوا الحكام والأمم مراتٍ عديدة، حتى أن الناس يكنّون لهم الكراهية. ... على مرّ التاريخ—من نبوخذ نصر إلى العصر الحديث. ... قتلوا الأنبياء، وهكذا دواليك. ... أي كارثة على وجه الأرض—لا بد أن يكون اليهود وراءها.
في 26 ديسمبر/كانون الأول 2012، دعا أحمد أبو هليبه، المسؤول الكبير في حماس ورئيس مكتبها في القدس، «جميع الفصائل الفلسطينية إلى استئناف الهجمات الانتحارية... في عمق العدو الصهيوني»، وقال إنه «يجب علينا تجديد مقاومة الاحتلال بكل الطرق الممكنة، وفي مقدمتها المقاومة المسلحة». واقترح أبو هليبه استخدام التفجيرات الانتحارية ردًا على خطط إسرائيل لبناء وحدات سكنية في القدس الشرقية والضفة الغربية.
في عام 2014 دافع المتحدث باسم حماس أسامة حمدان عن مقطع فيديو يظهر فيه وهو يكرر أسطورة فرية الدم في مقابلة.

#### تصريحات حماس للجمهور الدولي

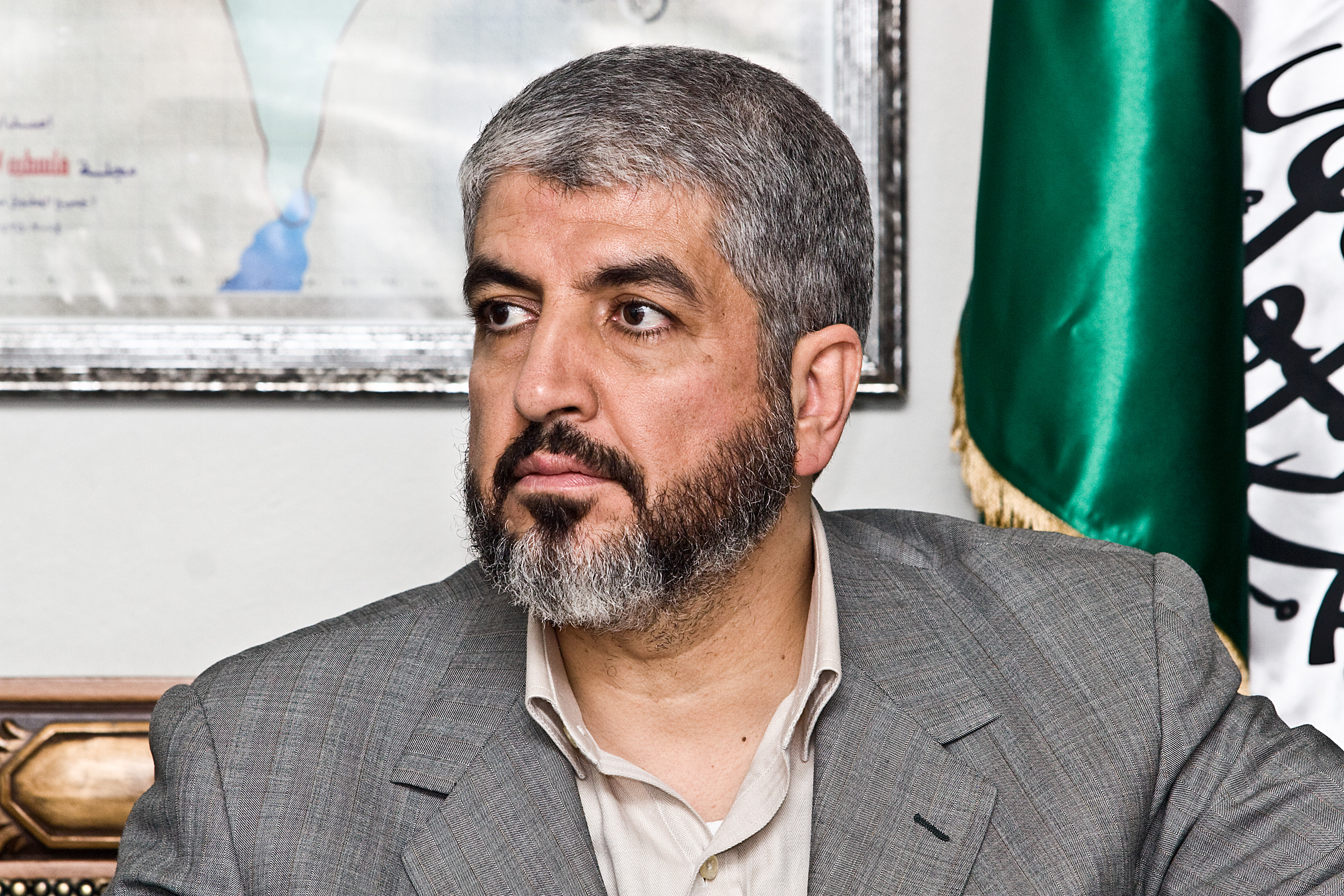
القائد السابق خالد مشعل.

في مقابلة مع برنامج صباح الخير يا سي بي إس ‏ في 27 يوليو/تموز 2014، صرح زعيم حماس آنذاك خالد مشعل:
لسنا متعصبين. لسنا أصوليين. نحن لا نحارب اليهود لأنهم يهود في جوهرهم. نحن لا نحارب أي أعراق أخرى. نحن نحارب المحتلين.
في 8 يناير/كانون الثاني 2012، وخلال زيارة إلى تونس، قال رئيس وزراء حماس في غزة إسماعيل هنية لوكالة أسوشيتد برس إنه لا يتفق مع الشعارات المعادية للسامية. «نحن لسنا ضد اليهود لأنهم يهود. مشكلتنا مع الذين يحتلون أرض فلسطين»، قال. «هناك يهود في جميع أنحاء العالم، ولكن حماس لا تستهدفهم.» رداً على تصريح لزعيم السلطة الفلسطينية محمود عباس بأن حماس تفضل الوسائل غير العنيفة ووافقت على تبني «المقاومة السلمية»، تناقضت حماس مع عباس. وبحسب المتحدث باسم حماس سامي أبو زهري، «لقد اتفقنا على إعطاء الأولوية للمقاومة الشعبية في الضفة الغربية، ولكن هذا لا يأتي على حساب المقاومة المسلحة».
في مايو 2009، قال النائب البارز عن حماس، سيد أبو مسامح: «في ثقافتنا، نحترم كل أجنبي، وخاصة اليهود والمسيحيين، لكننا ضد الصهاينة، ليس كقوميين بل كفاشيين وعنصريين». وفي المقابلة نفسها، قال أيضًا: «أكره جميع أنواع الأسلحة. أحلم برؤية كل سلاح من القنبلة الذرية إلى البنادق الصغيرة محظورًا في كل مكان». في يناير 2009، نشر وزير الصحة في حكومة حماس في غزة، باسم نعيم، رسالة في صحيفة الغارديان، ذكر فيها أن حماس ليس لديها خلاف مع اليهود، وإنما مع أفعال إسرائيل فقط. في أكتوبر/تشرين الأول 1994، رداً على حملة القمع الإسرائيلية على نشطاء حماس في أعقاب تفجير انتحاري على حافلة في تل أبيب، وعدت حماس بالرد: «يجب أن يعلم رابين أن حماس تحب الموت أكثر مما يحب رابين وجنوده الحياة».
وفي مقابلة على التلفزيون اللبناني في 28 يوليو/تموز 2014، كرر المتحدث باسم حماس أسامة حمدان أسطورة فرية الدم:
نحن جميعا نتذكر كيف كان اليهود يذبحون المسيحيين، من أجل خلط دمائهم في خبزهم المقدس... كان هذا يحدث في كل مكان.

#### تصريحات حول الهولوكوست
وكانت حماس صريحة في إنكارها للمحرقة. رداً على مؤتمر ستوكهولم حول الهولوكوست اليهودي الذي عقد في أواخر يناير/كانون الثاني 2000، أصدرت حماس بياناً صحفياً نشرته على موقعها الرسمي على الإنترنت، تضمن التصريحات التالية من أحد كبار القادة:
يحمل هذا المؤتمر هدفاً صهيونيا واضحا، يهدف إلى تزوير التاريخ بإخفاء حقيقة ما يسمى بالهولوكوست، وهي قصة مزعومة ومختلقة لا أساس لها من الصحة. (...) إن اختلاق هذه الأوهام الكبرى حول جريمة مزعومة لم تحدث قط، مع تجاهل ملايين القتلى الأوروبيين من ضحايا النازية خلال الحرب، يكشف بوضوح عن الوجه الصهيوني العنصري، الذي يؤمن بتفوق العرق اليهودي على بقية الأمم. (...) وبهذه الأساليب، يتجاهل اليهود في العالم أساليب البحث العلمي كلما تعارض ذلك البحث مع مصالحهم العنصرية.
في أغسطس/آب 2003، كتب المسؤول الكبير في حماس عبد العزيز الرنتيسي في صحيفة حماس الرسالة أن الصهاينة شجعوا قتل اليهود على يد النازيين بهدف إجبارهم على الهجرة إلى فلسطين.
في عام 2005، وصف خالد مشعل تصريحات محمود أحمدي نجاد في 14 ديسمبر 2005 بشأن الهولوكوست بأن الأوروبيين (خلقوا أسطورة باسم الهولوكوست) بأنها «شجاعة». في وقت لاحق من عام 2008، ردّ باسم نعيم، وزير الصحة في حكومة السلطة الفلسطينية بقيادة حماس في غزة، على إنكار الهولوكوست، قائلاً: «يجب أن يكون واضحًا أن حماس والحكومة الفلسطينية في غزة لا تنكران الهولوكوست النازي. لم تكن الهولوكوست جريمة ضد الإنسانية فحسب، بل كانت أيضًا من أبشع الجرائم في التاريخ الحديث. نحن ندينها كما ندين كل إساءة للإنسانية وكل أشكال التمييز على أساس الدين أو العرق أو الجنس أو الجنسية».
في رسالة مفتوحة إلى رئيس وكالة الأمم المتحدة لإغاثة وتشغيل اللاجئين الفلسطينيين (الأونروا) في قطاع غزة جون جينج، ‏ نُشرت في 20 أغسطس/آب 2009، وصفت اللجان الشعبية للاجئين التابعة للحركة الهولوكوست بأنها «كذبة اخترعها الصهاينة»، مضيفة أن المجموعة رفضت السماح لأطفال غزة بدراستها. وتابع القيادي في حركة حماس يونس الأسطل قائلا إن إدراج الهولوكوست في مناهج الأونروا لطلبة غزة يعد «تسويقا للكذبة ونشرها». وتابع الأسطل «لا أبالغ عندما أقول أن هذه القضية جريمة حرب، لما فيها من خدمة للمستعمر الصهيوني والتعامل مع نفاقه وأكاذيبه».
في فبراير/شباط 2011، أعربت حماس عن معارضتها لتدريس الأونروا للمحرقة في غزة. وبحسب حماس، فإن «دراسات الهولوكوست في مخيمات اللاجئين هي مؤامرة حقيرة وتخدم الكيان الصهيوني بهدف خلق واقع ورواية قصص من أجل تبرير أعمال المذبحة ضد الشعب الفلسطيني». في يوليو 2012، ندد فوزي برهوم، المتحدث باسم حماس، بزيارة زياد البندك، مستشار رئيس السلطة الفلسطينية محمود عباس، إلى معسكر أوشفيتز للموت، قائلاً إنها «غير مبررة» و«غير مفيدة» ولا تخدم إلا «الاحتلال الصهيوني» بينما تأتي «على حساب مأساة فلسطينية حقيقية». كما وصف الهولوكوست بأنها «مأساة مزعومة» و«مبالغ فيها». وفي أكتوبر/تشرين الأول 2012، قالت حماس إنها تعارض التدريس حول الهولوكوست في مدارس قطاع غزة التي تديرها الأونروا. وقالت دائرة شؤون اللاجئين في حماس إن تدريس الهولوكوست يعد «جريمة بحق قضية اللاجئين تهدف إلى إلغاء حقهم في العودة».

## مزاعم الإبادة الجماعية
وقد وجه خبراء في القانون الدولي ودراسات الإبادة الجماعية اتهامات لحماس بارتكاب إبادة جماعية ضد الإسرائيليين. وتتهم حماس بارتكاب إبادة جماعية خلال هجومها المفاجئ على إسرائيل في 7 أكتوبر/تشرين الأول 2023. وتضمن الهجوم قيام مسلحين من حماس بمداهمة مجتمعات في جنوب إسرائيل، مما أسفر عن قتل وتعذيب وتشويه رجال ونساء وأطفال. وارتفعت حصيلة القتلى، ومعظمهم من المدنيين، إلى 1200، فيما أفادت التقارير باختطاف 240 شخصاً من مختلف الأعمار ونقلهم إلى قطاع غزة. وأدان خبراء القانون والإبادة الجماعية الهجوم باعتباره انتهاكًا صارخًا للقانون الدولي، مؤكدين أن حماس نفذت هذه الأفعال بهدف تدمير الجماعة الوطنية الإسرائيلية. ويلفت بعض المعلقين الانتباه إلى أن ميثاق تأسيس حماس، الذي يدعو إلى تدمير إسرائيل، يحتوي على لغة معادية للسامية، ووفقاً لبعض الباحثين، فإنه يتضمن دعوة إلى إبادة اليهود. وقد أدى هذا إلى اقتراحات مفادها أن الهجمات التي وقعت في السابع من أكتوبر كانت بمثابة محاولة لتحقيق هذه الأجندة.

## انتقادات الولايات المتحدة
وفي عام 2004، أعلن مكتب التحقيقات الفيدرالي ووزارة العدل الأمريكية أن حماس هددت الولايات المتحدة من خلال خلايا سرية على الأراضي الأمريكية.
في عام 2006، زعم الباحث ستيفن إيمرسون أن الجماعة لديها «بنية تحتية واسعة النطاق في الولايات المتحدة تدور في معظمها حول أنشطة جمع الأموال وتجنيد وتدريب الأعضاء، وتوجيه العمليات ضد إسرائيل، وتنظيم الدعم السياسي والعمل من خلال مجموعات واجهة لحقوق الإنسان». وأضاف إيمرسون أنه على الرغم من أن المجموعة لم تقم بأي عمليات خارج إسرائيل أو الأراضي الفلسطينية، إلا أنها تمتلك القدرة على تنفيذ هجمات في الولايات المتحدة «إذا قررت توسيع نطاق عملياتها».
في عام 2005، شهد مدير مكتب التحقيقات الفيدرالي روبرت مولر أمام لجنة الاستخبارات في مجلس الشيوخ أن تقييم مكتب التحقيقات الفيدرالي في ذلك الوقت كان يشير إلى «وجود تهديد محدود بشن هجوم إرهابي منسق في الولايات المتحدة من قبل منظمات إرهابية فلسطينية» مثل حماس. وأضاف أن حماس «حافظت على سياسة طويلة الأمد تتمثل في تركيز هجماتها على أهداف إسرائيلية في إسرائيل والأراضي الفلسطينية»، وأن مكتب التحقيقات الفيدرالي يعتقد أن المصلحة الرئيسية لحماس في الولايات المتحدة تظل «جمع الأموال لدعم أهدافها الإقليمية»، وأن:
«من بين جميع الجماعات الفلسطينية، تتمتع حماس بأكبر حضور في الولايات المتحدة، وتتمتع ببنية تحتية قوية، تركز في المقام الأول على جمع الأموال والدعاية للقضية الفلسطينية والتبشير.»
ورغم أن هذا قد يشكل تحولاً استراتيجياً كبيراً بالنسبة لحماس، فإن شبكتها في الولايات المتحدة قادرة نظرياً على تسهيل أعمال الإرهاب في الولايات المتحدة.
في مايو 2011، أدان زعيم حماس ورئيس الوزراء إسماعيل هنية قيام الولايات المتحدة بقتل أسامة بن لادن في باكستان. وأشاد هنية بأسامة بن لادن، مؤسس تنظيم القاعدة الجهادي، ووصفه بأنه «شهيد» و«محارب عربي مقدس ‏». وقد أدانت الحكومة الأمريكية تصريحاته ووصفتها بأنها «مثيرة للغضب».
في عام 2018، صرحت السفيرة نيكي هيلي من البعثة الأمريكية لدى الأمم المتحدة بأن: «الشعب الذي عانى أكثر من غيره بسبب حماس هو الشعب الفلسطيني».
في أعقاب أفعالها في عام 2023، تمت مقارنة حماس بتنظيم داعش بسبب أساليبها وأهدافها الوحشية. وقد ندد المحلل العسكري الأمريكي أندرو إكسوم ‏ بهذه التصورات ووصفها بأنها «مضللة».

## الدروع البشرية

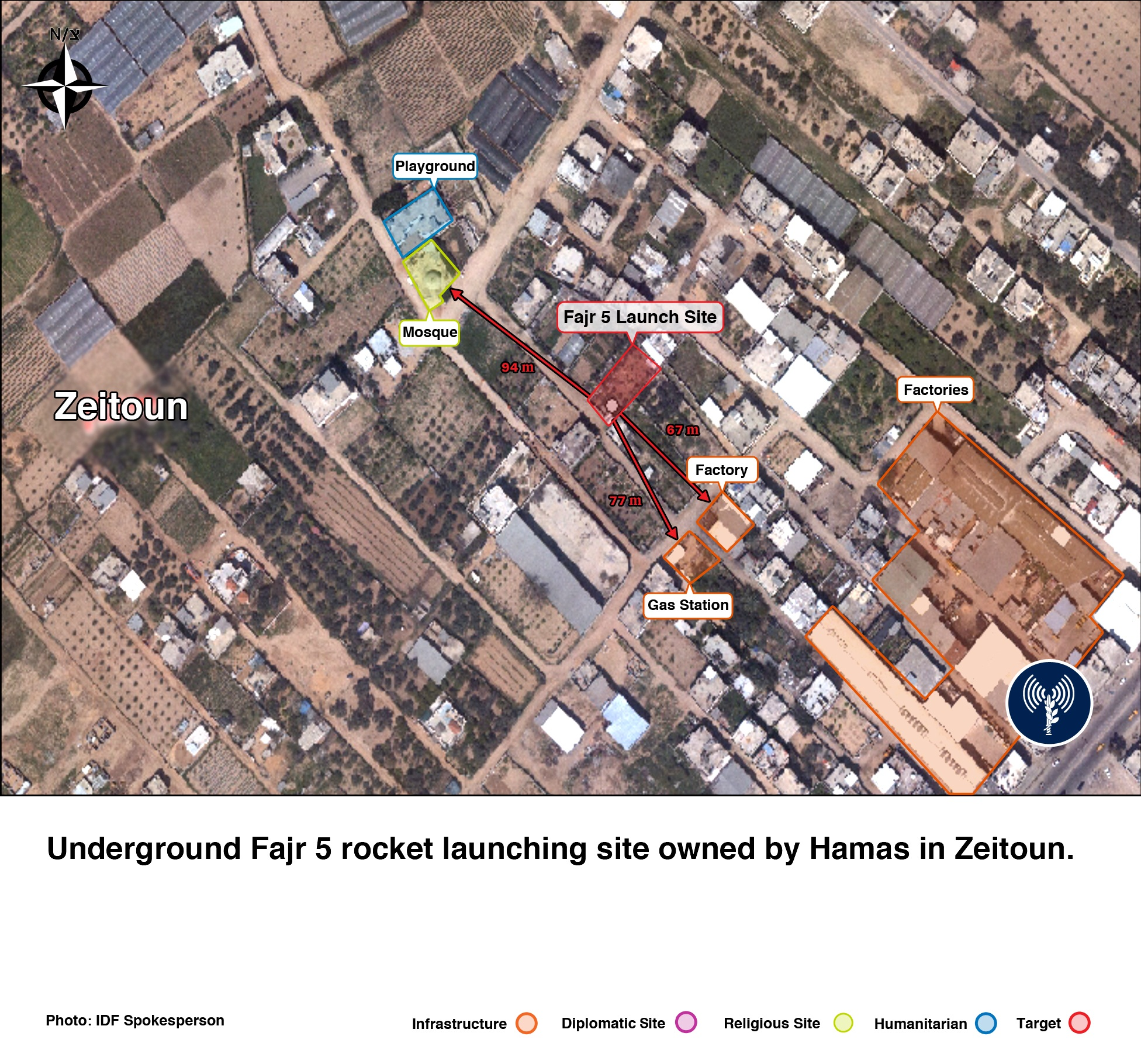
موقع إطلاق الصواريخ التابع لحماس والمناطق المدنية المحيطة به.

الدروع البشرية هم أشخاص غير مقاتلين يتطوعون أو يضطرون إلى حماية هدف عسكري من أجل ردع العدو عن مهاجمته.
خلال عملية الرصاص المصبوب، اتهمت الحكومة الإسرائيلية حماس مراراً وتكراراً باستخدام الدروع البشرية. في تحقيقها، لم تجد منظمة العفو الدولية «أي دليل على أن حماس أو أي مقاتلين آخرين وجهوا حركة المدنيين لحماية الأهداف العسكرية من الهجمات». ومع ذلك، وجدت منظمة العفو الدولية أدلة على أن جيش الاحتلال الإسرائيلي أجبر المدنيين الفلسطينيين على العمل كدروع بشرية. وأشارت منظمة العفو الدولية أيضًا إلى أن وجود أسلحة حماس في المناطق المدنية لا يشكل «دليلاً قاطعًا على نية استخدام المدنيين كدروع بشرية»، وأن إسرائيل تقيم أيضًا قواعد عسكرية في المناطق السكنية.
وذكرت منظمة هيومن رايتس ووتش أيضًا أنها لم تجد أي دليل على أن حماس استخدمت الدروع البشرية خلال الصراع في عام 2009. وقد حققت منظمة هيومن رايتس ووتش في 19 حادثة شملت مقتل 53 مدنياً في غزة، والتي قالت إسرائيل إنها كانت نتيجة لقتال حماس في مناطق ذات كثافة سكانية عالية، ولم تجد أدلة على وجود مقاتلين فلسطينيين في المناطق وقت الهجوم الإسرائيلي. وفي حالات أخرى لم يسقط فيها قتلى من المدنيين، خلص التقرير إلى أن حماس ربما أطلقت الصواريخ عمداً من مناطق قريبة من المدنيين. كما أجرت هيومن رايتس ووتش تحقيقا حول 11 حالة وفاة قالت إسرائيل إنها لمدنيين استخدمتهم حماس كدروع بشرية. ولم تجد هيومن رايتس ووتش أي دليل على أن المدنيين استخدموا كدروع بشرية، ولم يتم إطلاق النار عليهم في تبادل إطلاق النار.  وصفت صحيفة ذا ناشيونال (الإمارات العربية المتحدة) التهمة الإسرائيلية الموجهة لحماس باستخدام «الدروع البشرية» بأنها «مليئة بالثغرات»، وذكرت أن إسرائيل وحدها هي التي اتهمت حماس باستخدام الدروع البشرية أثناء الصراع، رغم أن حماس «قد تكون مذنبة» بـ«تحديد أهداف عسكرية داخل أو بالقرب من مناطق مأهولة بالسكان» و«إطلاق النار العشوائي عمداً على مناطق مأهولة بالسكان المدنيين».
عندما تم تكليف لجنة جولدستون التي رعتها الأمم المتحدة بشأن حرب غزة في عام 2009، ذكرت أنها «لم تجد أي دليل على أن المقاتلين الفلسطينيين اختلطوا بالسكان المدنيين بقصد حماية أنفسهم من الهجوم» على الرغم من أنها اعتبرت التقارير موثوقة بأن المسلحين الفلسطينيين «لم يكونوا يرتدون دائمًا ملابس تميزهم عن المدنيين». صرح فتحي حامد، عضو البرلمان عن حماس، قائلاً: «بالنسبة للشعب الفلسطيني، أصبح الموت صناعةً تتقنها النساء... ويتقنها كبار السن... وكذلك الأطفال. ولهذا السبب شكّلوا دروعًا بشرية من النساء والأطفال». وعقب صدور تقرير غولدستون، دُعي القائد السابق للقوات البريطانية في أفغانستان ‏، العقيد ريتشارد كيمب، للإدلاء بشهادته في الدورة الخاصة الثانية عشرة لمجلس حقوق الإنسان التابع للأمم المتحدة، حيث قال إنه خلال عملية الرصاص المصبوب، واجهت إسرائيل «عدوًا تعمد وضع قدراته العسكرية خلف الدرع البشري للسكان المدنيين».
كما تعرضت حماس لانتقادات من المسؤولين الإسرائيليين بسبب اختبائها بين السكان المدنيين الفلسطينيين أثناء الصراع بين إسرائيل وغزة في عامي 2008 و2009. ونشرت الحكومة الإسرائيلية ما قالت إنه دليل فيديو على استخدام حماس لتكتيكات الدروع البشرية. وقالت إسرائيل إن حماس استخدمت المساجد وساحات المدارس بشكل متكرر كمخابئ وأماكن لتخزين الأسلحة، وأن مسلحي حماس خزنوا الأسلحة في منازلهم، مما يجعل من الصعب ضمان عدم إصابة المدنيين القريبين من الأهداف العسكرية المشروعة ‏ أثناء العمليات العسكرية الإسرائيلية. واتهم المسؤولون الإسرائيليون أيضًا قيادة حماس بالاختباء تحت مستشفى الشفاء أثناء الصراع، واستخدام المرضى في الداخل لردع أي هجوم إسرائيلي.
وفي عام 2009، قدمت الحكومة الإسرائيلية تقريراً إلى الأمم المتحدة اتهمت فيه حماس باستغلال قواعد الاشتباك من خلال إطلاق الصواريخ وشن هجمات داخل المناطق المدنية المحمية. وتقول إسرائيل إن 12 ألف صاروخ وقذيفة هاون أطلقت عليها بين عامي 2000 و2008 ـ نحو 3 آلاف منها في عام 2008 وحده.
وفي إحدى الحالات، أدت قذيفة هاون إسرائيلية خاطئة إلى مقتل العشرات من الأشخاص بالقرب من مدرسة تابعة للأمم المتحدة. وقالت حماس إن القذيفة أدت إلى مقتل 42 شخصا وإصابة العشرات. وقالت إسرائيل إن مسلحي حماس أطلقوا صاروخا من ساحة مجاورة للمدرسة، وأصابت قذيفة هاون من ثلاث دفعات المدرسة، بسبب خطأ في نظام تحديد المواقع العالمي (GPS). وبحسب التحقيق العسكري الإسرائيلي، فإن القذيفتين المتبقيتين أصابتا الساحة المستخدمة لإطلاق الصواريخ على إسرائيل، مما أسفر عن مقتل اثنين من أعضاء الجناح العسكري لحركة حماس الذين أطلقوا الصواريخ.
دعت منظمة هيومن رايتس ووتش حركة حماس إلى «التنديد العلني» بالهجمات الصاروخية ضد المدنيين الإسرائيليين ومحاسبة المسؤولين عنها. وقال مدير برنامج هيومن رايتس ووتش إيان ليفين إن الهجمات التي شنتها حماس «غير قانونية وغير مبررة، وتصل إلى حد جرائم الحرب»، واتهم حماس بتعريض الفلسطينيين للخطر من خلال شن هجمات من مناطق مبنية. ورد متحدث باسم حماس بأن التقرير «متحيز» ونفى أن تستخدم حماس الدروع البشرية.
بعد العملية الإسرائيلية في قطاع غزة عام 2012، ذكرت هيومن رايتس ووتش أن الجماعات الفلسطينية عرضت المدنيين للخطر من خلال «إطلاق الصواريخ بشكل متكرر من مناطق مكتظة بالسكان، بالقرب من المنازل والشركات والفنادق»، وأشارت إلى أنه بموجب القانون الدولي، لا يجوز لأطراف النزاع وضع أهداف عسكرية في المناطق المكتظة بالسكان أو بالقرب منها. أطلق صاروخ واحد بالقرب من مبنى الشوا والحصري، حيث توجد مكاتب لعدد من وسائل الإعلام الفلسطينية والدولية؛ وأطلق صاروخ آخر من ساحة منزل بالقرب من فندق الديرة. وأفاد الصحفي ستيفن إيرلانجر من صحيفة نيويورك تايمز بأن «مخابئ صواريخ وأسلحة تابعة لحماس، بما في ذلك منصات إطلاق الصواريخ، تم اكتشافها في المساجد والمدارس ومنازل المدنيين وتحتها». وكشف تقرير آخر نشره مركز معلومات الاستخبارات والإرهاب ‏ أن حماس استخدمت ما يقرب من 100 مسجد لتخزين الأسلحة ومنصات إطلاق الصواريخ. ويتضمن التقرير شهادات من مصادر فلسطينية مختلفة، بما في ذلك أحد نشطاء حماس، صبحي ماجد عطار، الذي قال إنه تعلم كيفية إطلاق الصواريخ من داخل المسجد.

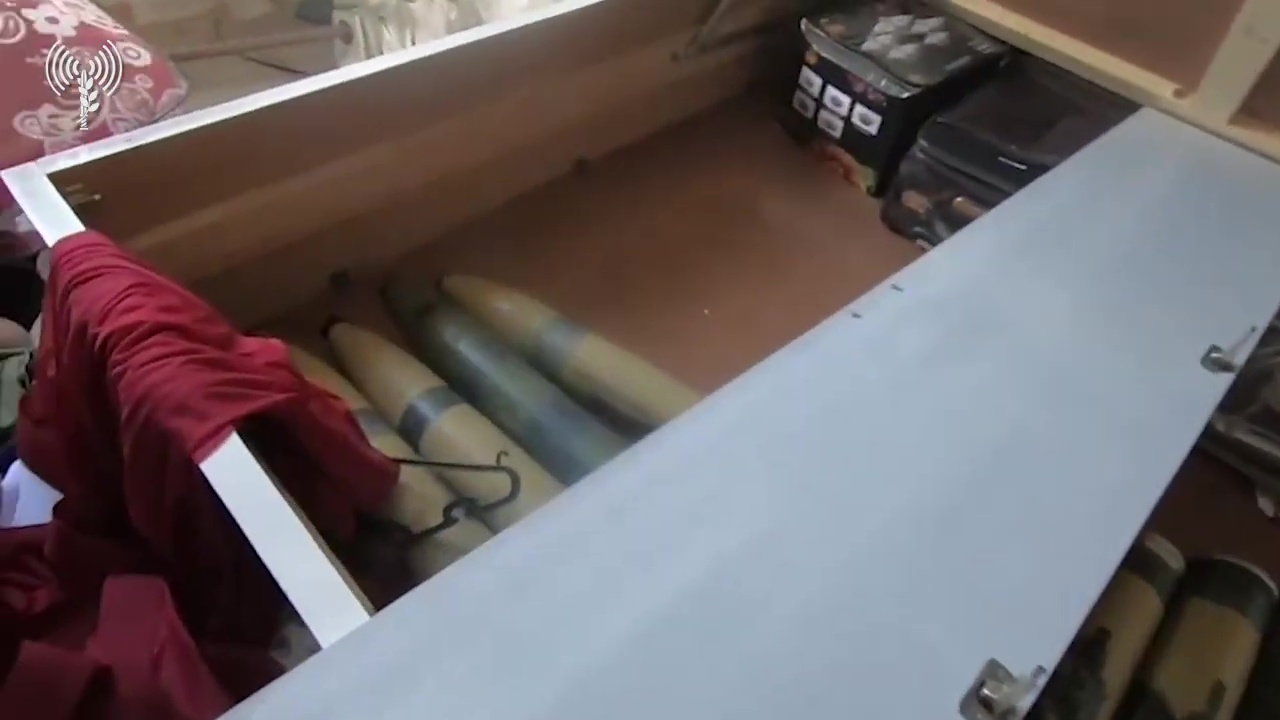
صواريخ مخبأة تحت سرير فتاة في غزة

في 13 أكتوبر 2023، طلبت حماس من سكان غزة عدم الاستجابة لأمر الإخلاء الإسرائيلي. وحث المتحدث باسم كتائب القسام التابعة لحماس، أبو عبيدة، الفلسطينيين على عدم إخلاء منازلهم على الرغم من تحذير إسرائيل من احتمال شن غزو بري رداً على الهجوم الذي وقع في السابع من أكتوبر/تشرين الأول على إسرائيل.
اتهمت إسرائيل حركة حماس باستخدام الأطفال كدروع بشرية. نشرت الحكومة الإسرائيلية لقطات فيديو تزعم أنها تظهر اثنين من المسلحين وهما يمسكان بذراع طفل صغير من الخلف ويدفعانه للسير أمامهما نحو مجموعة من الأشخاص ينتظرون بالقرب من الجدار. وتقول قوات الاحتلال الإسرائيلية إن المسلحين كانوا يضعون الطفل بينهم وبين قناص إسرائيلي. المشهد الثاني يظهر فردًا، يوصف بأنه إرهابي، يمسك بتلميذ من على الأرض، حيث كان يختبئ خلف عمود من نيران جيش الاحتلال الإسرائيلي، ويستخدمه كدرع بشري للسير إلى مكان مختلف. وبعد أن لجأ 15 مسلحاً مزعوماً إلى مسجد للاحتماء من القوات الإسرائيلية، ذكرت هيئة الإذاعة البريطانية (بي بي سي) أن إذاعة حماس أصدرت تعليمات للنساء المحليات بالذهاب إلى المسجد لحماية المسلحين. وفي وقت لاحق، أطلقت القوات الإسرائيلية النار وقتلت امرأتين.
في نوفمبر/تشرين الثاني 2006، حذرت القوات الجوية الإسرائيلية محمد وائل بارود، قائد لجان المقاومة الشعبية المتهمة بإطلاق الصواريخ على الأراضي الإسرائيلية، بضرورة إخلاء منزله في مبنى سكني بمخيم جباليا للاجئين قبل غارة جوية إسرائيلية مخطط لها. ورد بارود بالدعوة إلى متطوعين لحماية المبنى السكني والمباني المجاورة، ووفقًا لصحيفة جيروزالم بوست، استجاب المئات من السكان المحليين، معظمهم من النساء والأطفال. علقت إسرائيل الغارات الجوية. ووصفت إسرائيل هذا العمل بأنه مثال على استخدام حماس للدروع البشرية. ردًا على الحادثة، أعلنت حماس: «لقد انتصرنا. من الآن فصاعدًا، سنُشكّل سلاسل بشرية حول كل منزل مُهدّد بالهدم». وفي بيان صحفي صدر في 22 نوفمبر/تشرين الثاني، أدانت هيومن رايتس ووتش حماس، قائلةً: «لا عذر لاستدعاء المدنيين إلى موقع هجوم مُخطط له. وسواءٌ كان المنزل هدفًا عسكريًا مشروعًا أم لا، فإنّ مطالبة المدنيين عمدًا بالوقوف في وجه الخطر أمرٌ غير قانوني». وفي أعقاب الانتقادات، أصدرت هيومن رايتس ووتش بيانًا قالت فيه إن تقييمها الأولي للوضع كان خاطئًا. وقد صرحوا، استناداً إلى الأدلة المتاحة، بأن هدم المنزل كان في الواقع عملاً إدارياً، ينظر إليه في سياق سياسة إسرائيل الطويلة الأمد المتمثلة في هدم المنازل كعقاب، وليس عملاً عسكرياً وبالتالي لن يقع ضمن نطاق القانون الذي ينظم الأعمال العدائية أثناء الصراع المسلح، والذي كان الأساس لانتقاداتهم الأولية لحماس.

## الأطفال كمقاتلين

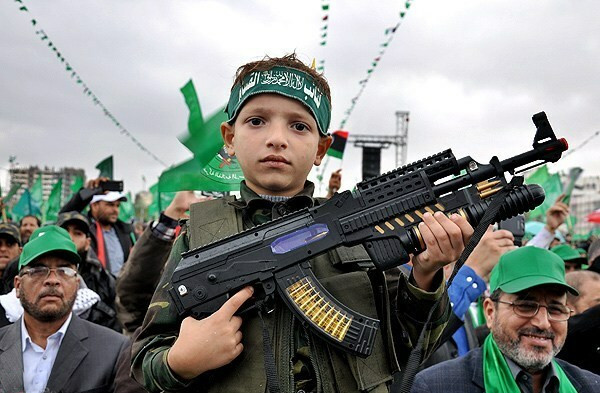
طفل مؤيد لحماس في ديسمبر 2012

في الفترة المبكرة من الانتفاضة، قامت حماس بغرس القيم الإسلامية والعسكرية في نفوس الأطفال في غزة والضفة الغربية. تشير الأدلة من عام 2001 إلى أن أطفال رياض الأطفال حضروا احتفالات كانوا يرتدون فيها زيًا رمزيًا ويحملون بنادق وهمية. وكان بعضهم يرتدي ملابس انتحاريين، وكان استعدادهم للموت في سبيل القضية بمثابة نموذج يجب أن يحتذى به. كان أطفال ما قبل المدرسة يُقسمون على «مواصلة الجهاد والمقاومة والانتفاضة». وفي المعسكرات الصيفية، إلى جانب الدراسات القرآنية والتعرف على أجهزة الكمبيوتر، كانت تُقدم دورات تتضمن تدريبًا عسكريًا.
وعلى الرغم من اعتراف حماس برعاية المدارس الصيفية لتدريب المراهقين على استخدام الأسلحة، إلا أنها تدين الهجمات التي يشنها الأطفال. في أعقاب مقتل ثلاثة مراهقين خلال هجوم عام 2002 على نتساريم في وسط غزة، حظرت حماس الهجمات التي يقوم بها الأطفال و«دعت المعلمين والزعماء الدينيين إلى نشر رسالة ضبط النفس بين الأولاد الصغار».
كما تعرض استخدام حماس لعمالة الأطفال لبناء الأنفاق لمهاجمة إسرائيل لانتقادات شديدة، حيث قُتل ما لا يقل عن 160 طفلاً في الأنفاق حتى عام 2012.

## إساءة استخدام المساعدات الإنسانية
في عام 2023، تم التعبير عن المخاوف بشأن إعادة توجيه حماس للمساعدات للأنشطة العسكرية بعد أن أظهر مقطع فيديو دعائي لحماس في عام 2021 أعضاء حماس وهم يحفرون ويفككون خطوط الأنابيب لإنتاج الصواريخ مثل صاروخ القسام الذي يتم تجميعه عادة من الأنابيب الصناعية. اعتبارًا من عام 2021، قدم الاتحاد الأوروبي 9 ملايين يورو لشراء الأنابيب السائبة في مدينة غزة وجباليا. وفي عام 2023، أنفق الاتحاد الأوروبي 26 مليون جنيه إسترليني لتوسيع شبكات خطوط الأنابيب في فلسطين. وقد أنكرت المملكة المتحدة، التي قدمت مساعدات كبيرة لبناء خطوط الأنابيب في فلسطين، أن تكون حماس قادرة على إساءة استخدام أموالها.
وبحسب الوكالة الأميركية للتنمية الدولية، يتم اتخاذ الاحتياطات اللازمة لتجنب تحويل المساعدات إلى أهدافها من قبل حماس، على الرغم من «ارتفاع خطر التحويل المحتمل وإساءة الاستخدام».
ادعت وكالة الأمم المتحدة لإغاثة وتشغيل اللاجئين الفلسطينيين (الأونروا) في 16 أكتوبر/تشرين الأول 2023، أن مسلحي حماس سرقوا مواد غذائية ومعدات طبية من منشآتها في مدينة غزة، لكنها سرعان ما حذفت المنشور ودحضت ادعاءها السابق.
وفي السابع من ديسمبر/كانون الأول، زعم سكان غزة الذين أجرت الجزيرة مقابلات معهم أن حماس تصادر المساعدات وتأخذها إلى تحت الأرض وإلى منازل أعضاء حماس.
يعيش إسماعيل هنية، أحد قادة حماس، حياة مترفة في قطر، وتقدر ثروته بنحو 2.5–4 مليار دولار أمريكي. خلال حرب غزة، استعادت قوات الاحتلال الإسرائيلية إيصالات شراء مجوهرات بقيمة عشرات الآلاف من الدولارات من أحد أبنائه
في 10 ديسمبر/كانون الأول، نشر جيش الاحتلال الإسرائيلي لقطات جوية لما زعم أنهم عناصر من حماس يعتدون على مدنيين قبل مصادرة مساعدات في حي الشجاعية بمدينة غزة. وأظهر الفيديو رجالاً يعتدون على مدنيين، ويفرغون المساعدات من المركبات قبل تحميلها في مركباتهم الخاصة، وينقلونها إلى قاعدة مزعومة لحماس.
في 17 ديسمبر/كانون الأول، انتشرت لقطات فيديو تُظهر رجالاً مسلحين ملثمين يستولون على شاحنات إمدادات تحمل مساعدات إلى غزة. وذكرت وسائل إعلام إسرائيلية أنهم أعضاء في حماس.

## الحريات السياسية

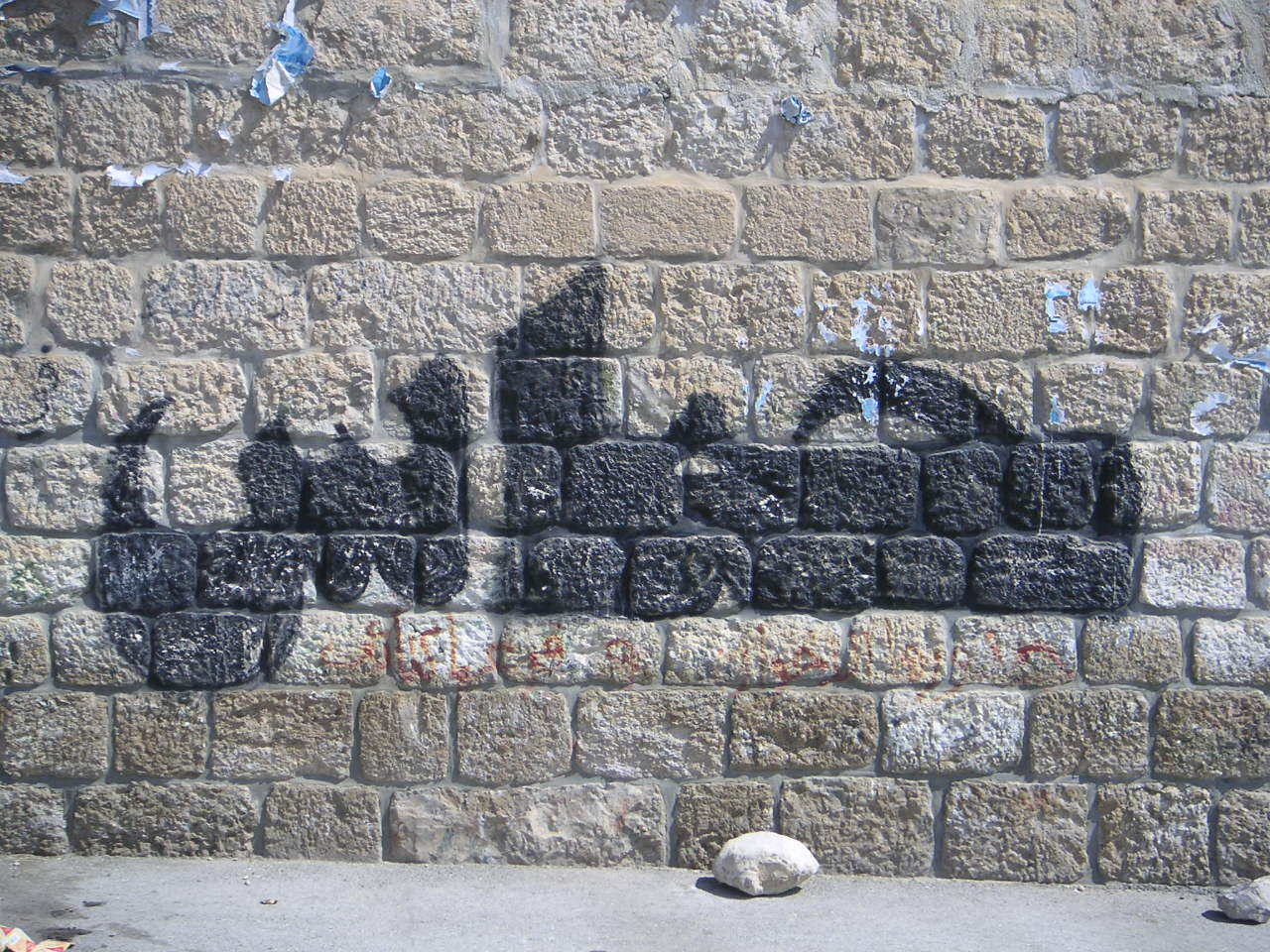
جدارية حماس في الضفة الغربية

### تأجيل الانتخابات
كانت آخر انتخابات رئاسية في غزة هي الانتخابات الرئاسية الفلسطينية عام 2005، والتي فازت بها حركة فتح. وكانت آخر انتخابات تشريعية هي الانتخابات التشريعية الفلسطينية عام 2006، والتي فازت بها حماس بنسبة 44.45% من الأصوات و74 من أصل 132 مقعداً، في حين حصلت حركة فتح الحاكمة السابقة على 41.43% فقط من الأصوات و45 مقعداً فقط. ولكن منذ استيلاء حماس على قطاع غزة في يونيو/حزيران 2007، أصبحت الحكومة الفعلية في قطاع غزة تحت سيطرة حماس دون إجراء أي انتخابات حرة. وقد حصلت العملية الانتخابية في قطاع غزة على أسوأ تقييم من منظمة فريدوم هاوس.

### قيود الصحافة
اتهمت جماعات حقوق الإنسان والغزيون حكومة حماس في قطاع غزة بتقييد حرية الصحافة وقمع المعارضة بالقوة. ويتحدث الصحفيون الأجانب والفلسطينيون عن تعرضهم للمضايقات وغيرها من الإجراءات المتخذة ضدهم. في سبتمبر/أيلول 2007، قامت وزارة الداخلية في غزة بحل فرع قطاع غزة لاتحاد الصحفيين الفلسطينيين الموالي لحركة فتح، وهي الخطوة التي انتقدتها منظمة مراسلون بلا حدود. في نوفمبر 2007، اعتقلت حكومة حماس صحفياً بريطانياً وألغت لفترة من الوقت جميع بطاقات الصحافة في غزة. في 8 فبراير 2008، حظرت حماس توزيع صحيفة الأيام المؤيدة لحركة فتح، وأغلقت مكاتبها في قطاع غزة لأنها نشرت رسماً كاريكاتيرياً يسخر من المشرعين الموالين لحماس. وأصدرت وزارة الداخلية في قطاع غزة لاحقًا مذكرة اعتقال بحق المحرر.
في أواخر أغسطس 2007، اتهمت صحيفة التلغراف، وهي صحيفة بريطانية محافظة، حماس بتعذيب واحتجاز وإطلاق النار على المتظاهرين العزل الذين اعترضوا على سياسات حكومة حماس. وأفاد مسؤولون صحيون فلسطينيون أيضا بأن حكومة حماس أغلقت العيادات في غزة ردا على إضراب الأطباء. وأكدت حكومة حماس «الإجراء العقابي ضد الأطباء» لأنها تعتقد أنهم حرضوا أطباء آخرين على تعليق الخدمات والإضراب. في سبتمبر/أيلول 2007 حظرت حكومة حماس الصلاة العامة بعد أن بدأ أنصار فتح في عقد جلسات العبادة التي تطورت بسرعة إلى احتجاجات صاخبة ضد حكم حماس. اعتدت قوات الأمن الحكومية بالضرب على عدد من المتظاهرين والصحفيين. وفي أكتوبر/تشرين الأول 2008، أعلنت حكومة حماس أنها ستفرج عن جميع السجناء السياسيين المحتجزين في غزة. وبعد ساعات قليلة من الإعلان، تم إطلاق سراح 17 عضوًا من حركة فتح.
في 2 أغسطس/آب 2012، اتهم الاتحاد الدولي للصحفيين حركة حماس بمضايقة المسؤولين المنتخبين التابعين لنقابة الصحفيين الفلسطينيين في غزة. وقال الاتحاد الدولي للصحفيين إن قادة الصحفيين في غزة يواجهون حملة ترهيب وتهديدات تهدف إلى إجبارهم على وقف عملهم النقابي. ويواجه بعض هؤلاء الصحافيين الآن اتهامات بالقيام بأنشطة غير قانونية وحظر السفر، بسبب رفضهم «الاستسلام للضغوط». وقال الاتحاد الدولي للصحفيين إن هذه الاتهامات «خبيثة» و«يجب إسقاطها على الفور». وأوضح الاتحاد الدولي للصحفيين أن الحملة ضد أعضاء نقابة الصحفيين الفلسطينيين بدأت في مارس/آذار 2012، بعد انتخابهم، وشملت مداهمة نظمها أنصار حماس الذين استولوا على مكاتب نقابة الصحفيين الفلسطينيين في غزة بمساعدة قوات الأمن، ثم طردوا الموظفين والمسؤولين المنتخبين. وتشمل المضايقات الأخرى استهداف الأفراد الذين تعرضوا للتنمر لإجبارهم على التوقف عن العمل النقابي. وأيد الاتحاد الدولي للصحفيين نقابة الصحفيين الفلسطينيين ودعا رئيس الوزراء إسماعيل هنية إلى التدخل لوقف «تدخل مسؤوليه غير المبرر في شؤون الصحفيين». في نوفمبر/تشرين الثاني 2012، منعت حماس اثنين من الصحافيين من غزة من مغادرة القطاع. وكان من المقرر أن يشاركوا في مؤتمر بالقاهرة بمصر. وبعد استجوابهم من قبل قوات الأمن تمت مصادرة جوازات سفرهم.
في عام 2016، أدانت منظمة مراسلون بلا حدود حركة حماس بسبب الرقابة وتعذيب الصحفيين. وقال كريستوف ديلوار الأمين العام لمنظمة مراسلون بلا حدود «بما أن الظروف المعيشية في قطاع غزة كارثية، فإن حماس تريد إسكات المنتقدين ولا تتردد في تعذيب الصحفيين من أجل السيطرة على التغطية الإعلامية في أراضيها».
في تقريرها عن المخاطر التي يواجهها الصحفيون في غزة في الفترة من 2023 إلى 2044، كتبت مراسلة صحيفة هآرتس شيرين فلاح صعب أنه إذا تجرأوا على انتقاد حماس أو كتابة ما يحدث في حكومة حماس، فإنهم سيدفعون الثمن بحياتهم.

## انتهاكات حقوق الإنسان
في يونيو/حزيران 2011، نشرت الهيئة المستقلة لحقوق الإنسان ومقرها رام الله تقريراً تضمنت نتائجه أن الفلسطينيين في الضفة الغربية وقطاع غزة تعرضوا في عام 2010 لحملة «شبه منهجية» من انتهاكات حقوق الإنسان من قبل السلطة الفلسطينية وحماس، فضلاً عن السلطات الإسرائيلية، حيث كانت قوات الأمن التابعة للسلطة الفلسطينية وحماس مسؤولة عن التعذيب والاعتقالات والاحتجازات التعسفية.
في عام 2012، قدمت منظمة هيومن رايتس ووتش قائمة طويلة من 43 صفحة تتضمن انتهاكات حقوق الإنسان التي ارتكبتها حماس. ومن بين الأفعال المنسوبة إلى حماس، ذكر تقرير هيومن رايتس ووتش الضرب بالهراوات المعدنية والخراطيم المطاطية، وشنق المتهمين بالتعاون مع إسرائيل، وتعذيب 102 شخص. وذكر التقرير أن حماس قامت أيضًا بتعذيب نشطاء المجتمع المدني والمتظاهرين السلميين. وفي معرض تعليقه على أسر جلعاد شاليط، وصف تقرير هيومن رايتس ووتش هذا الأسر بأنه «قاسٍ ولا إنساني». وينتقد التقرير أيضًا حماس بسبب مضايقتها للأشخاص بناءً على ما يسمى بالجرائم الأخلاقية والرقابة على وسائل الإعلام. في بيان عام، زعم جو ستورك، نائب المدير التنفيذي لقسم الشرق الأوسط في هيومن رايتس ووتش، أنه «بعد خمس سنوات من حكم حماس في غزة، لا يزال نظام العدالة الجنائية فيها ينضح بالظلم، وينتهك حقوق المعتقلين بشكل روتيني، ويمنح الحصانة لأجهزة الأمن المسيئة». وردت حماس بإنكار الاتهامات ووصفها بأنها «ذات دوافع سياسية».
في 26 مايو/أيار 2015، أصدرت منظمة العفو الدولية تقريراً قالت فيه إن حماس نفذت عمليات قتل خارج نطاق القضاء واختطاف واعتقالات للفلسطينيين واستخدمت مستشفى الشفاء لاحتجاز المشتبه بهم واستجوابهم وتعذيبهم أثناء الصراع بين إسرائيل وغزة عام 2014. ويتضمن التقرير تفاصيل إعدام ما لا يقل عن 23 فلسطينيًا متهمين بالتعاون مع إسرائيل وتعذيب العشرات من الآخرين، وكان العديد من ضحايا التعذيب أعضاء في حركة فتح الفلسطينية المنافسة.
في عام 2019، اتهم أسامة القواسمي، المتحدث باسم حركة فتح في الضفة الغربية، حماس بـ«اختطاف وتعذيب أعضاء فتح بوحشية بطريقة لا يمكن لأي فلسطيني أن يتخيلها». واتهم القواسمي حماس باختطاف وتعذيب 100 عضو من فتح في غزة. ويقال إن التعذيب كان يشمل ممارسة تسمى «الشبح»—وهي ربط اليدين والقدمين على كرسي بشكل مؤلم. وفي عام 2019 أيضًا، تعرض الناشط في حركة فتح من غزة رائد أبو الحصين للضرب وكسر ساقيه على يد عناصر أمن حماس. تم اعتقال الحسين من قبل حماس بعد مشاركته في مظاهرة مؤيدة لعباس في قطاع غزة.
في عام 2024، أصدرت الأمم المتحدة تقارير عن الحرب المستمرة بين إسرائيل وحماس والتي ارتكبت فيها الحكومة الإسرائيلية وحماس انتهاكات لحقوق الإنسان. 